# 南垭路站
南垭路站是贵阳轨道交通1号线的地铁车站，位于中华人民共和国贵州省贵阳市云岩区中环路北段与盐沙大道交叉口地下，2018年12月1日开启试运营。
2009年，贵阳轨道交通1号线开始筹建。2010年9月3日《贵州市城市快速轨道交通建设规划》经国务院批准下达批复，并开始起步建设。项目成为2013年度西部开发新开工重点工程，总投资为193.7亿元人民币。南垭路站为中间站。